# Johann V. von Pernstein
Johann von Pernstein (tschechisch Jan z Pernštejna; * 30. Juli 1561; † 30. September 1597 in Raab in Ungarn) war während des Langen Türkenkriegs Direktor der Artillerie. Er entstammte dem böhmisch-mährischen Adelsgeschlecht Pernstein.

## Leben
Seine Eltern waren der Oberstkanzler von Böhmen Vratislav von Pernstein und Maria Manrique de Lara (1538–1608). Am 3. Februar 1587 vermählte sich Johann in Wien mit seiner Cousine Maria, einer Tochter des Juan Manrique de Lara y Mendoza und der Dorothea Colonna von Fels. Wegen der nahen Verwandtschaft war für die Eheschließung eine Dispens vom Papst erforderlich. Wegen der Namensgleichheit mit ihrer Schwiegermutter wird sie als Maria Manrique de Lara d. J. bezeichnet.
Beim Tod des Vaters 1582 war Johann, der die militärische Laufbahn einschlug, schon volljährig. Von seinen sechs jüngeren Brüdern lebte nur noch der damals siebenjährige Maximilian. 1591 unternahm Johann eine ausgedehnte Reise nach Westeuropa. Im Achtzigjährigen Krieg befehligte er in den Niederlanden zeitweise ein habsburgisches Heer, das auf Seiten des spanischen Königs kämpfte. Nachdem 1593 an der habsburgisch-türkischen Grenze der Türkenkrieg wieder entflammte, verlegte er seinen Wirkungskreis nach Ungarn. In der Bekämpfung der Türken setzte er eine von ihm entwickelte Petarde ein, mit deren Hilfe bei einer Belagerung die Stadt- und Burgtore sowie andere Wehranlagen geöffnet bzw. gesprengt werden konnten. Mit ihrem Einsatz gelang es ihm, eine Wende zugunsten des kaiserlichen Heeres herbeizuführen. Diese von ihm entwickelte Konstruktion fand als „Pernsteinsche Petarde“ (pernštejnska petarda) Eingang in die Militärgeschichte. 
Er verkaufte immer wieder Teile des von seinem Vater ererbten Besitzes, um die Ausgaben für seine Truppen bestreiten zu können. So verkaufte er u. a. 1585 Prerau, 1588 Landskron und 1597 Tobitschau. Nach und nach musste er auch Teile der Herrschaft sowie 1596 die Burg Pernstein verkaufen.
Seine vielversprechende militärische Karriere fand ein jähes Ende. Während der Belagerung der Festung Raab wurde er am 30. September 1597 von einer türkischen Kugel zerschmettert.
Die Vormundschaft über seine kleinen Kinder übernahm ihre Mutter sowie Johanns ältere Schwester Polyxena. Sie wohnten überwiegend im Prager Pernstein-Palais. Johanns Witwe Maria de Lara vermählte sich im Jahre 1606 mit Bruno III. von Mansfeld.

## Familie
Seiner Ehe mit Anna Maria Manrique de Lara entstammten die Kinder.
- Anna (* um 1590; † vor 1656)
- Vratislav Eusebius (1594–1631)
- Eva (* um 1597, † im Kindesalter)
- Frebonie (1596–1646)